# Rampillon
Rampillon település Franciaországban, Seine-et-Marne megyében. Lakosainak száma 833 fő (2022. január 1.). Rampillon La Croix-en-Brie, Fontains, Meigneux, Nangis, Sognolles-en-Montois, Vanvillé és Villeneuve-les-Bordes községekkel határos.

## Népesség
A település népessége az elmúlt években az alábbi módon változott:
| Lakosok száma | 806  | 819  | 832  | 825  | 828  | 826  | 828  | 831  | 833  |
|               | 2013 | 2015 | 2016 | 2017 | 2018 | 2019 | 2020 | 2021 | 2022 |